# Nicola Salvi
Nicola o Niccolò Salvi (Roma, 6 de agosto de 1697 - ibídem, 8 de febrero de 1751) fue un arquitecto italiano conocido por haber diseñado la célebre Fontana de Trevi.

## Biografía

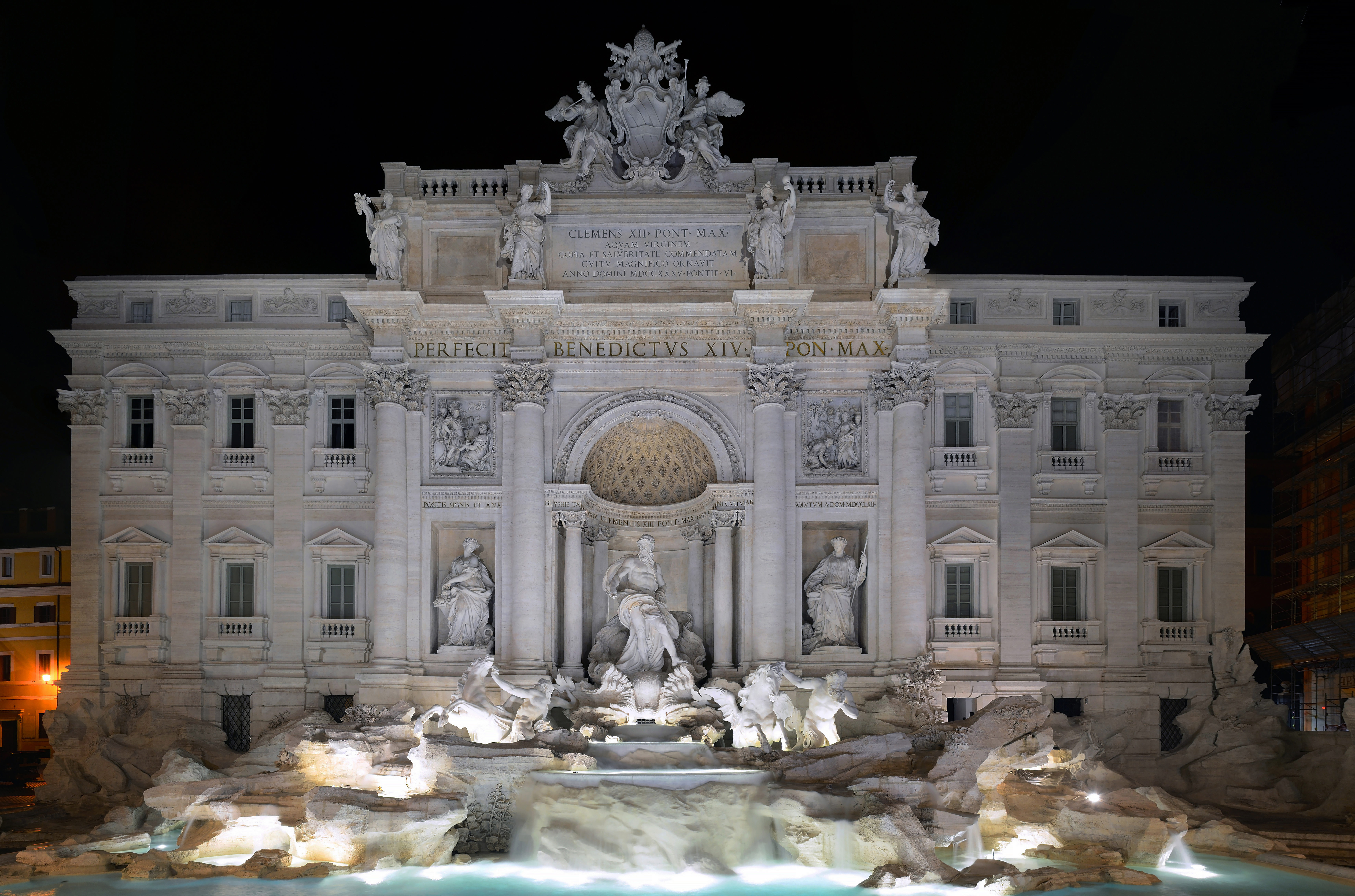
La Fontana de Trevi en Roma, por Nicola Salvi.

Nicola Salvi dirigió su actividad a la arquitectura después de haber realizado estudios en matemáticas y filosofía. Fue discípulo de Antonio Canevari, quien, como arquitecto asesor del rey de Portugal, marchó en 1728 a Lisboa dejando a Salvi al cuidado de sus encargos en Roma. Entre estos se encontraban decoraciones efímeras y pequeños proyectos decorativos. En la ciudad, el patrocinio para obras de gran envergadura había disminuido mucho con respecto a tiempos pasados.
Sin embargo, en el año 1732 surgieron dos grandes proyectos arquitectónicos a iniciativa del papa Clemente XII: la terminación de la fachada de la Archibasílica de San Juan de Letrán y la realización de una gran fuente pública en el centro de la ciudad. Aunque Salvi participó en ambos concursos y sus planes para la Basílica Laterana fueron muy alabados, finalmente se encargó de la misma Alessandro Galilei, un arquitecto de tendencia clasicista. Sin embargo, Salvi obtuvo el encargo de la Fontana de Trevi. El proyecto ganó a los de arquitectos más prestigiosos como Ferdinando Fuga y Luigi Vanvitelli. El monumento fue construido con mármol travertino, e iniciado por Pietro Bracci, autor de la estatua de Neptuno, que no llegó a terminar porque le sobrevino la muerte. La Fontana se terminó de construir en 1747 tras ocho años de trabajo.
Concebida como una fachada palacial, a pesar de que en realidad corresponde a una parte secundaria del edificio al que se adosa, la fuente destaca por su monumentalidad, fundiendo elementos de la naturaleza con los órdenes arquitectónicos clásicos. El lugar donde debería situarse la entrada principal lo ocupa una gran hornacina con el dios Neptuno, gobernante de las aguas, desplegándose alrededor una cascada de rocas fingidas, figuras y surtidores. El efecto ilusorio está tan bien ideado y ejecutado que no han faltado voces que atribuyen su concepción al mismo Bernini, cuya influencia en el diseño de Salvi parece clara.
Aparte de esta obra maestra, Nicola Salvi dejó pocas muestras de su arte. En 1738 los dominicos de Viterbo le encargaron la reconstrucción de la iglesia de Santa María in Gradi; en 1742 diseñó, en colaboración con Luigi Vanvitelli, la capilla de san Juan Bautista en San Antonio de los Portugueses, que tras ser bendecida por Benedicto XIV fue enviada por barco y vuelta a montar en la iglesia de san Roque de Lisboa.
Debido a su poca salud, hubo de renunciar a sustanciosos proyectos que le fueron ofrecidos. En el año 1745 fue admitido en la Congregazione dei Virtuosi al Pantheon, una de las academias artísticas más prestigiosas del mundo.